# Firmin Didot
Firmin Didot (Parigi, 14 aprile 1764 – Mesnil-sur-l'Estrée, 24 aprile 1836) è stato un incisore francese.
Appartenente ad un'illustre dinastia di stampatori, i Didot, fu anch'egli attivo nel campo dell'editoria (disegnò il carattere che porta appunto il suo nome). È l'inventore del termine "stereotipo" (in senso tecnico, nell'ambito della tipografia). La sua fama fu tale che i suoi discendenti aggiunsero "Firmin" al proprio cognome in suo onore.

Didot